# 한가빈
한가빈(본명: 민소야, 1990년 11월 11일 ~ )은 대한민국의 가수 겸 배우이다.
현재 거주지는 서울특별시이다.

## 생애
한가빈은 1990년 11월 11일에 경기도 광명시에서 첫째딸로 태어났다.

## 학력
- 2006년 ~ 2009년 서서울생활과학고등학교 졸업
- 2010년 유한대학교 일본어학과 휴학중

## 출연
- 2016년 ~ 현재 : MBC 《신비한TV 서프라이즈》 ... 각종 단역 및 주연
- 2017년 ~ 현재 : MBN 《기막힌 이야기 실제상황》 ... 주연

## 음반
- 2015년 Enjoy Life “꽃바람”
- 2017년 노래방 갈땐 노래방 가자 앱 - Vol.1 “노래방 가자”
- 2017년 MBC 밥상 차리는 남자 OST Part 1 “인생연습”
- 2018년 “Cock!”(콕!찝어 꼭~찍어)

## 수상
- 씨앤앰 가요짱 우수상
- 제10회 시흥시 전국가요제 금상 수상
- 제4회 추풍령가요제 장려상
- 제3회 TBS 대학생 트로트 가요제 은상 수상
- 2007년 한중 청소년 국제가요제 최우수상
- 2011년 이무송 임수민의 희망가요 연말결선 준장원
- 2012년 정읍사 가요제 금상 수상
- 2012년 제6회 MBC 함안 처녀 뱃사공 가요제 금상 수상
- 2013년 4월 12일 제34회 KBS 근로자가요제 대통령상
- 2013년 제2회 inet 하동 섬진강가요제 대상 수상
- 2014년 제18회 CJB 박달가요제 대상 수상